# ساندرا دوسن (عداءة)
ساندرا دوسن (بالإنجليزية: Sandra Dawson) هي عداءة ‏ أسترالية، ولدت في 2 نوفمبر 1970.